# 聯合妥拉猶太教
聯合妥拉猶太教（希伯來語：יהדות התורה המאוחדת）是以色列一個由兩個哈雷迪小黨以色列聯盟和摩西五經旗幟所組成的政黨聯盟。

## 历史
雖然這兩個小黨並非任何議題都有一致的看法，但為了不要讓極端正統教徒的票源分散以致浪費選票，他們決定合作以獲得最多的席次；但當2004年時，該聯盟決定加入阿里埃勒·沙龙內閣時，兩派正式分裂，直到2006年的選舉才又繼續合作。

## 立场
該聯盟傾向維持現在以色列和宗教的關係，但他們對於巴勒斯坦佔領區的猶太屯墾區擴張則沒有特定立場。